# Лео Таксіль
Лео Таксіль (фр. Léo Taxil, справжнє ім'я Марі Жозеф Габріель Антуан Жоган-Пажес, фр. Marie Joseph Gabriel Antoine Jogand-Pagès; 21 березня 1854, Марсель — 31 березня 1907) — французький письменник і журналіст, відомий супротивник католицизму і клерикалізму, автор антирелігійних творів, що неодноразово видавалися в УРСР. На Заході Таксіль відомий насамперед тривалим, 12 річним, масштабним «антимасонським» розіграшем, жертвами якого стали папа римський та багато французьких священиків.

## Біографія
Народився в Марселі в родині незаможного службовця. З п'ятирічного віку Габріель Пажес виховувався в єзуїтському монастирі.

## Антирелігійні пародії

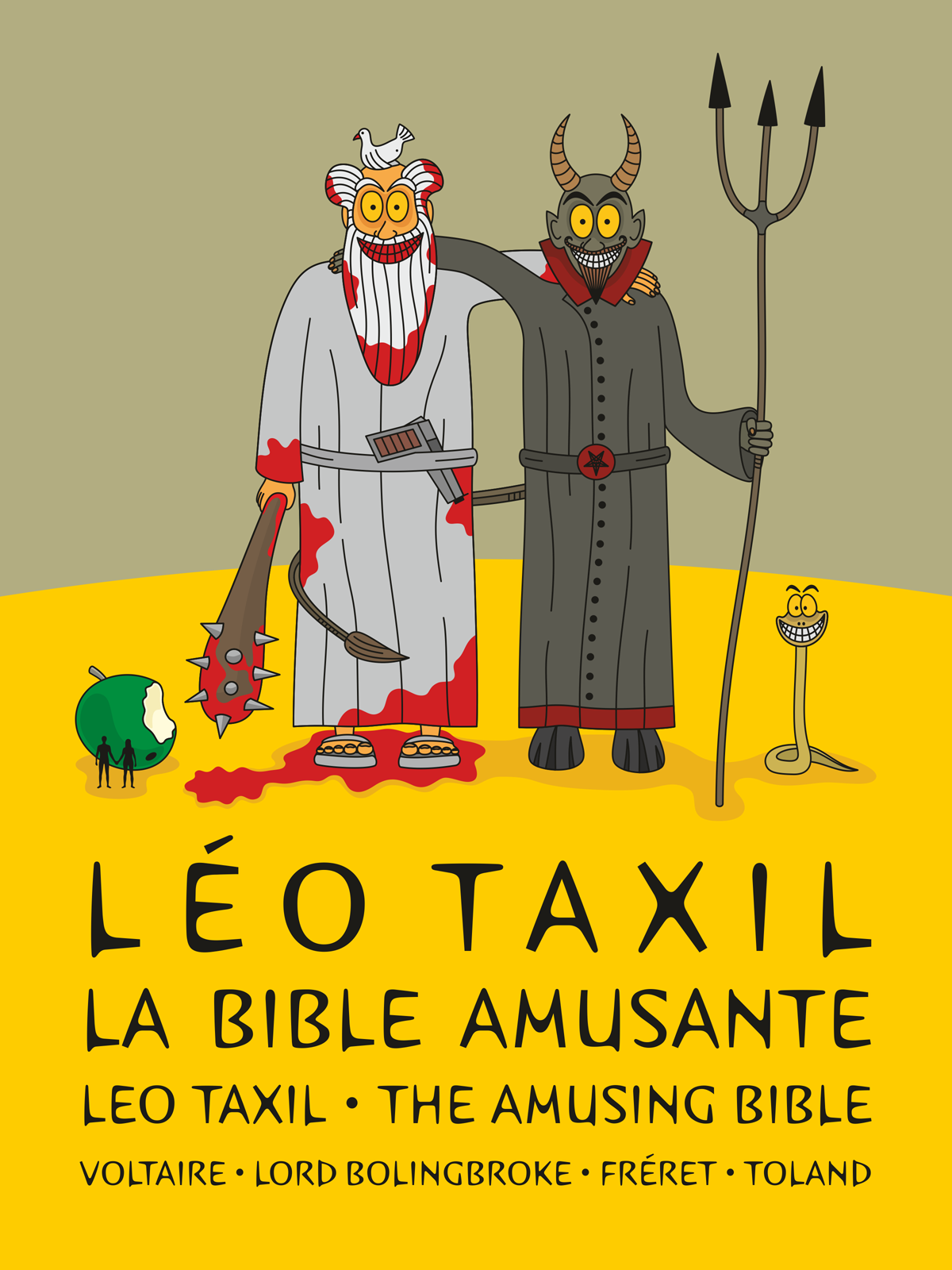
Обкладинка CD книги
«Забавна Біблія»

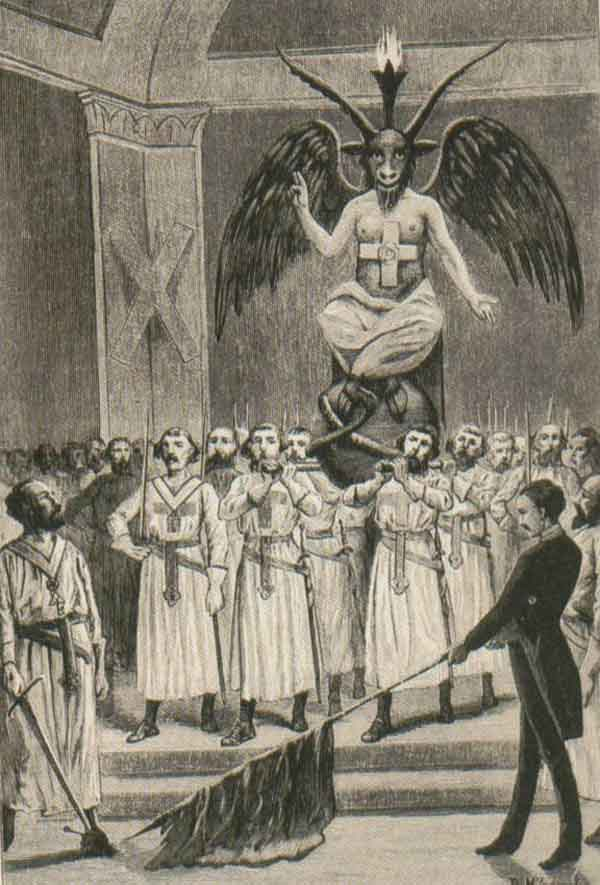
Бафомет на зборах масонської ложі (ілюстрація до книги «Диявол в XIX столітті»)

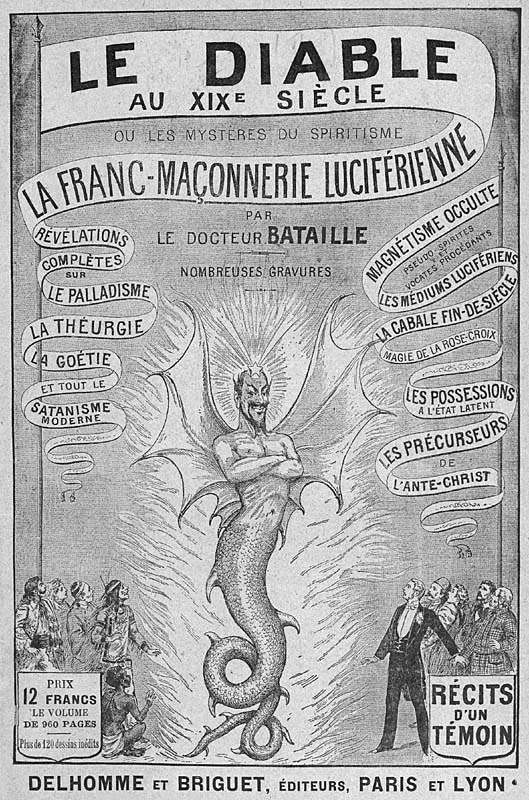
Обкладинка книги «Диявол в XIX столітті або таємниці спіритизму»

У 1879 році в Парижі вийшла його книга «Скуфія і скуф'єносці», яка повинна була показати читачам негативні сторони папства. Це своєрідна історія папства майже за дев'ятнадцять століть. Метою Таксіля було показати похмуру картину: 
|  | …брехня, зрада, вбивство, користолюбство, розпуста - ось основні діяння тих, хто проголошував себе намісниками Бога на землі, проповідував терпіння, лагідність і смиренність. |

У 1879—1884 роках написані також сатиричні антирелігійні памфлети: «Любовні пригоди папи Пія IX», «Син єзуїта», «Сімейство Борджіа», «Отруйник Лев XIII і п'ять мільйонів каноніків» та інші.
Також серед творів Лео Таксіля «Забавна Біблія» (1882), де Таксіль висміює текст Старого Заповіту, «Забавне Євангеліє, або Життя Ісуса» (1884), де предметом пародії виступає Новий Заповіт.

Книги Таксіля неодноразово перекладалися в СРСР та інших соціалістичних країнах в період панування державного атеїзму. Характерний коментар до радянського видання «Забавного Євангелія»:
|  | У яскравій, дотепній формі автор розкриває численні протиріччя Нового заповіту, міфічність євангельських легенд про «життя і діяння» християнського месії. У читача не залишається сумнівів у тому, що євангеліє не містить нічого божественного, а являє собою збірник стародавніх легенд, написаних різними людьми і в різний час. |

## Містифікація викриття масонства
1885 року Лео Таксіль заявив про свій перехід в католицизм, був прийнятий в лоно католицької церкви і відрікся від своїх колишніх робіт, які він писав для Антиклерикального союзу. Це послужило причиною виключення його з союзу три місяці по тому. У 1890-х він написав ряд творів, у яких викривається масонство, описуються таємні зв'язки масонів з Сатаною, приховане процвітання сатанізму серед послідовників тамплієрів. Найбільшою працею Таксіля в цей період стала написана у співавторстві з Карлом Хаксом книга «Диявол в XIX столітті», в якій описувалися одкровення міс Діани Воган, верховної жриці масонського таємного товариства «Паладіум», що розкаялася. Члени «Паладіуму» віддавалися сатанинським ритуалам і виношували плани про світове володарювання. Книга була написана під псевдонімом «доктор Батейль» і мала великий успіх. Також ним була опублікована книга «Антихрист, або Походження франкомасонства». Ці книги були перекладені на багато мов.
1896 року він став одним з організаторів антимасонського церковного конгресу в Тренто. Деякі делегати цього конгресу висловили сумнів в існуванні Діани Воган та достовірності її книги. У відповідь на це Таксіль пообіцяв представити міс Воган громадськості на засіданні у Великому залі Географічного товариства в Парижі 19 квітня 1897 року. У своїй промові на цьому зібранні він заявив, що протягом останніх дванадцяти років розігрував католицьку церкву за допомогою двох своїх друзів, доктора Карла Хакса та професійної друкарки Діани Воган, що зіграла роль «паладистки», що розкаялася. Згодом цю промову цілком передрукували провідні французькі газети. Незважаючи на власне викриття, багато хто відмовлявся вірити зізнанням Таксіля, і елементи створеної ним теорії змови масонів-паладистів використовуються прихильниками подібних теорій донині.

## Культурна спадщина
Михайло Орлов у книзі «Історія стосунків людини з дияволом» (1904) цілком серйозно розповідає про псевдомасонські обряди, взяті з роботи «доктора Батайля» «Диявол в XIX столітті» у заключному, четвертому розділі книги, названому «Демонізм в останні століття».
Умберто Еко описує історію створення антимасонських творів Лео Таксіля у своєму романі «Празьке кладовище».

## Дивитись також
- Забавна Біблія